# Tuscaloosa County
Tuscaloosa County is een county in de Amerikaanse staat Alabama.
De county heeft een landoppervlakte van 3.430 km² en telt 164.875 inwoners (volkstelling 2000). De hoofdplaats is Tuscaloosa.
Vlak bij het plaatsje Vance ligt Mercedes-Benz Tuscaloosa; de enige assemblagefabriek van Mercedes-Benz in de VS.

## Bevolkingsontwikkeling

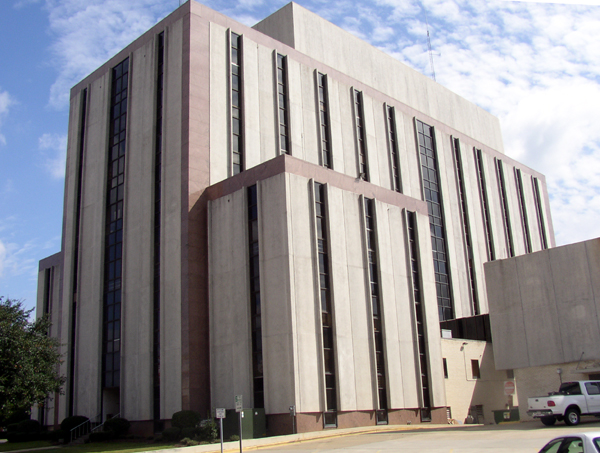
Tuscaloosa County Courthouse